# Емили В. Гордън
Емили В. Гордън (на английски: Emily V. Gordon) е американски писател, продуцент и водещ на подкаст. Тя е съсценарист на романтичната комедия от 2017 г. "The Big Sick", която е базирана на нейната връзка със съпруга й и чест сътрудник, комиксът Kumail Nanjiani. Заедно, Gordon и Nanjiani спечелиха Independent Spirit Award за най-добър първи сценарий за филма, като бяха номинирани и за наградата на Академията за най-добър оригинален сценарий, както и за много други награди.
Преди да стане писател и продуцент на комедии, Гордън е работила като семеен терапевт за двойки. Тя е известна като създател на живото шоу The Meltdown с Jonah и Kumail и неговия телевизионен еквивалент за Comedy Central. Гордън също е писала за телевизионното шоу The Carmichael Show, книгата Super You и няколко онлайн и печатни издания.

## Ранен живот
Гордън е родена на 3 май 1979 г. и израснала в Уинстън-Сейлъм, Северна Каролина. Тя получава бакалавърска степен по психология от Университета на Източна Каролина и MS/EdS по двойки и семейно консултиране от Университета на Северна Каролина в Грийнсбъро.

## Кариера

### Консултантска кариера
Гордън е била практикуващ терапевт от 2004 до 2009 г., работейки в Северна Каролина, Чикаго, Илинойс (където се премества през 2005 г.) и Бруклин, Ню Йорк (където се премества през 2007 г.). 

### Писателство и комедия
Гордън стартира комедийната си кариера в Ню Йорк, където работи в комедиен клуб Comix и продуцира шоу на живо с Пийт Холмс. Когато се премести в Лос Анджелис през 2010 г., Гордън продължава да се занимава с комедия и писане на свободна практика на пълен работен ден.
Гордън е автор на две уеб серии, насочени към тийнейджъри, наречени Power Up и ExploreD, които са били излъчвани в Disney.com. Тя е също така сценарист за втория сезон на сериала The Carmichael Show по NBC, като пише епизод, наречен "Нови съседи". Освен сценарист, Гордън е и продуцент на комедии. През 2010 г. тя създава седмично шоу на живо, водено от Джона Рей и Кумаил Нанджиани, наречено The Meltdown with Jonah and Kumail, което се провежда в задната част на книжарницата за комикси Meltdown Comics; Гордън служи като продуцент и букер на шоуто.  През 2011 г. тя е помолена от Крис Хардуик, който иска да превърне пространството в място за курирани комедии, да действа като програмен директор.  Тя е била програмен директор на Nerdist Showroom в Meltdown Comics от 2011 до 2012 г.  През 2013 г. Comedy Central поръча пилотен филм за The Meltdown with Jonah and Kumail, който е направен като сериал през 2014 г.;  Гордън е бил изпълнителен продуцент. 
От 2011 г. до 2015 г. Гордън и Нанджиани са били съвместни домакини на мрежов подкаст Nerdist, наречен The Indoor Kids,  който „не е само за видео игри, но не е и за видео игри“.  През 2020 г. Гордън и Нанджиани бяха домакини на подкаст, наречен Staying In with Emily and Kumail, за карантината поради COVID-19.
Гордън е подписан да адаптира романа на Синтия Д'Априкс Суини от 2016 г. The Nest за филмовото студио на Amazon . Джоуи Солоуей и Андреа Сперлинг ще продуцират игралния филм. 

### Супер ти
Първата книга на Гордън, Super You: Освободете своя вътрешен супергерой, направо наръчник за самоусъвършенстване, е издадена през 2015 г.  

### Големият болен
Гордън също е съавтор на сценария и съизпълнителен продуцент на филма от 2017 г. Големият болен, със съпруга си Кумаил Нанджиани . Приветстваният от критиците филм се базира на началото на тяхната връзка, като Нанджиани играе себе си, а Гордън (преименуван на Емили Гарднър) се играе от Зоуи Казан . The Big Sick е режисиран от Майкъл Шоуолтър и продуциран от Джъд Апатоу . 
Сценарият на Гордън и Нанджиани печели наградата Independent Spirit за най-добър първи сценарий .  Също така е номиниран за Оскар за 2018 г. за най-добър оригинален сценарий,  както и награди за сценарий от Гилдията на американските писатели,  Наградите на Готъм,  и дузина асоциации на критиците.

## Личен живот
Гордън е женена за комика и актьора Кумаил Нанджиани от 2007 г. Това е нейният втори брак. Те се срещат на комедиен спектакъл в Чикаго, където Нанджиани участва, и започват да се срещат след това. Тази среща е вдъхновила филма The Big Sick. Въпреки това, Гордън бива сериозно болна и попада в кома, преди да бъде диагностицирана с болестта на Стил. След като се възстановява, те се женят три месеца по-късно - една година след първата среща. Преди това двойката е живяла в Чикаго и Ню Йорк, но по-късно се преместват в Лос Анджелис.

## Награди и номинации
| Дата на церемонията | награда                                      | Категория                     | Номинирана работа           | Резултат | Ref. |
| ------------------- | -------------------------------------------- | ----------------------------- | --------------------------- | -------- | ---- |
| 4 март 2018 г       | академични награди                           | Най-добър оригинален сценарий | Големият болен\| Шаблон:Nom | [ 15 ]   |      |
| 8 януари 2018 г     | Асоциация на филмовите критици в Остин       | Шаблон:Nom                    | Големият болен\| Шаблон:Nom | [ 16 ]   |      |
| 12 декември 2017 г  | Чикагската асоциация на филмовите критици    | Шаблон:Nom                    | Големият болен\| Шаблон:Nom | </br>    |      |
| 11 януари 2018 г    | Изборът на критиците за филмови награди      | Шаблон:Nom                    | Големият болен\| Шаблон:Nom |          |      |
| 7 декември 2017 г   | Общество на филмовите критици в Детройт      | Шаблон:Nom                    | Големият болен\| Шаблон:Nom | [ 19 ]   |      |
| 23 декември 2017 г  | Кръгът на филмовите критици във Флорида      | Шаблон:Nom                    | Големият болен\| Шаблон:Nom | </br>    |      |
| 12 януари 2018 г    | Асоциация на филмовите критици на Джорджия   | Шаблон:Nom                    | Големият болен\| Шаблон:Nom | [ 22 ]   |      |
| 27 ноември 2017 г   | Награди Готъм                                | Шаблон:Nom                    | Големият болен\| Шаблон:Nom |          |      |
| 6 януари 2018 г     | Общество на филмовите критици в Хюстън       | Шаблон:Nom                    | Големият болен\| Шаблон:Nom | [ 23 ]   |      |
| 3 март 2018 г       | Награди Independent Spirit                   | Шаблон:Won                    | Големият болен\| Шаблон:Nom | [ 12 ]   |      |
| 11 декември 2017 г  | Общество на филмовите критици в Сан Диего    | Шаблон:Nom                    | Големият болен\| Шаблон:Nom | </br>    |      |
| 10 декември 2017 г  | Кръгът на филмовите критици в Сан Франциско  | Шаблон:Nom                    | Големият болен\| Шаблон:Nom | [ 26 ]   |      |
| 18 декември 2017 г  | Общество на филмовите критици в Сиатъл       | Шаблон:Nom                    | Големият болен\| Шаблон:Nom | [ 27 ]   |      |
| 17 декември 2017 г  | Асоциация на филмовите критици в Сейнт Луис  | Шаблон:Nom                    | Големият болен\| Шаблон:Nom | [ 28 ]   |      |
| 8 декември 2017 г   | Асоциация на филмовите критици във Вашингтон | Шаблон:Nom                    | Големият болен\| Шаблон:Nom | [ 29 ]   |      |
| 11 февруари 2018 г  | Гилдията на писателите на Америка            | Шаблон:Nominated              | Големият болен\| Шаблон:Nom | [ 14 ]   |      |